# Herpyllus reservatus
Herpyllus reservatus är en spindelart som beskrevs av Chamberlin 1936. Herpyllus reservatus ingår i släktet Herpyllus och familjen plattbuksspindlar. Inga underarter finns listade i Catalogue of Life.